# Eupithecia mollita
Eupithecia mollita là một loài bướm đêm trong họ Geometridae.